# Spalanie stukowe
Spalanie stukowe (spalanie detonacyjne) – zjawisko nieprawidłowego, nierównomiernego, wybuchowego spalania paliw w silnikach tłokowych o zapłonie iskrowym.
Podczas prawidłowego procesu spalania ciśnienie nad tłokiem pod koniec suwu sprężania ma wartość około 10 kG/cm². Mieszanka paliwowo-powietrzna przed samym końcem suwu sprężania (kąt wyprzedzenia zapłonu) zapala się od iskry świecy i płomień rozprzestrzenia się przez całą komorę spalania ze stałą prędkością około 30–60 m/s. Powstaje duża ilość gazów spalinowych, co powoduje wzrost ciśnienia w komorze do ponad 60 kG/cm², wywołując odpowiedni ruch tłoka. Pojedynczy akt spalania mieszanki trwa około 0,001 s.
Podczas spalania stukowego w momencie zapłonu iskra zapala mieszankę w okolicy świecy, co powoduje jednocześnie sprężenie pozostałego ładunku w komorze spalania. Wzrost ciśnienia oraz podwyższona temperatura wywołuje samozapłon i gwałtowne spalenie się mieszanki w przeciwległym końcu komory. Proces ma charakter detonacyjnej reakcji łańcuchowej i spalanie następuje nieprawidłowo, z wielokrotnie większą prędkością przekraczającą 1000 m/s. Wywołuje to charakterystyczny stuk. Spalanie stukowe znacznie obciąża cieplnie oraz mechanicznie tłok, korbowód i inne elementy silnika.
Pośród przyczyn spalania stukowego wyróżnić można:
- zbyt wysoki stopień sprężania,
- za wczesny zapłon,
- za małą liczbę oktanową paliwa,
- przegrzanie silnika,
- za małe zawirowanie mieszanki w komorze spalania,
- duże napełnianie cylindra[1].